# Comcast
Comcast Corporation är ett amerikanskt multinationellt telekommunikationsföretag som i juli 2020 hade 20,4 miljoner kabel-TV-abonnenter och 29,4 miljoner privata- och företagsabonnenter för bredband. De var för 2019 världens 27:e största publika företag samt USA:s tredje största telekommunikationsföretag efter AT&T och Verizon.
Företaget har sitt ursprung från 1963 när Ralph J. Roberts, tillsammans med sina affärspartners Daniel Aaron och Julian A. Brodsky, köpte det Mississippi-baserade kabel-TV-operatören American Cable Systems från Jerrold Electronics. 1969 flyttades huvudkontoret till Philadelphia i Pennsylvania och företaget fick sitt nuvarande namn. 1972 blev Comcast ett publikt aktiebolag, när deras aktier började handlas på Nasdaq. 2000 köpte man konkurrenten AT&T:s dotterbolag AT&T Broadband för 52 miljarder amerikanska dollar, vilket gav Comcast totalt 22,3 miljoner internetabonnenter, innan affären hade de totalt 8,5 miljoner. 2009 köpte Comcast 51% av det General Electric-ägda NBC Universal för omkring 13,75 miljarder dollar, fyra år senare köpte man de resterande 49% från GE för ytterligare 16,7 miljarder dollar. 2018 köpte man det brittiska Sky Group för omkring 39 miljarder dollar.
De har sitt huvudkontor i Comcast Center i Philadelphia i Pennsylvania.

## Tillgångar
Ett urval av betydande tillgångar.
- Comcast Spectacor
  - Philadelphia Flyers
  - Wells Fargo Center
- NBC Universal
  - CNBC
  - Dreamworks Animation
  - E!
  - MSNBC
  - National Broadcasting Company (NBC)
  - NBCSN
  - Syfy
  - Telemundo
  - Universal Parks & Resorts
  - Universal Pictures
  - USA Network
- Sky Group
  - History (UK; 50%)
  - Nickelodeon UK and Ireland (40%)
  - Sky Deutschland
  - Sky News
  - Sky Sports
- Xfinity